# Kelli Garner
Kelli Brianne Garner  (Bakersfield, 11 de abril de 1984) é uma atriz estadunidense.
Nascida no sul da Califórnia, ela fez sua estréia no cinema aos dezessete anos em Bully - Estranhas Amizades de Larry Clark, seguido por um papel coadjuvante como Faith Domergue em O Aviador (2004) de Martin Scorsese. Em 2005, estreou no teatro em uma produção da off-Broadway intitulada Dog Sees God. Nos anos seguintes, Garner teve papéis de destaque nos filmes Impulsividade (2005), O Homem da Casa (2005) e em A Garota Ideal (2007). Ela voltou ao teatro em 2008, aparecendo na peça The Seagull, contracenando com Dianne Wiest.
Posteriormente, teve um papel de apoio no filme de animação da Disney Força G (2009) e, de 2011 a 2012, teve um papel principal no drama Pan Am, interpretando uma comissária de bordo. Mais tarde, ela co-estrelou o filme de terror Amaldiçoado (2014), de Alexandre Aja, ao lado de Daniel Radcliffe. Em 2015, interpretou Marilyn Monroe no telefilme The Secret Life of Marilyn Monroe, ao lado de Susan Sarandon. Posteriormente, estrelou como atriz convidada na série Looking (2014-2015) antes de estrelar como protagonista na série dramática Inimigo Interno da NBC, que durou uma temporada em 2019. Ela também teve um papel menor no filme Godzilla II: Rei dos Monstros (2019).

## Biografia
Garner nasceu em Bakersfield, Califórnia. Embora ela descreveu a si mesma como um adolescente "tímida", Garner chamou a atenção de um agente de talentos, e posteriormente foi lançada em um comercial. Ela frequentou a Thousand Oaks School, e foi escalada pelo diretor Mike Mills para participar do curta-metragem Architecture of Assurance de 2000.

## Carreira
Garner apareceu em vários curtas-metragens antes de ser escalada para um papel coadjuvante no telefilme Como Água e Vinho (2000). Em 2001, ela foi escalada para o polêmico thriller policial de Larry Clark, Bully (2001), no qual interpretou Heather Swallers, uma adolescente que participa com seus amigos de um assassinato orquestrado de um de seus pares; Clark escalou Garner para o filme depois de ver sua atuação no curta Architecture of Assurance de Mike Mills. O filme, que foi baseado no assassinato real de Bobby Kent em 1993, foi aclamado pela crítica.
Seu próximo papel veio aos dezenove anos em O Aviador de Martin Scorsese em 2004, no qual ela interpretou a atriz Faith Domergue, ao lado de Leonardo DiCaprio como Howard Hughes. De acordo com Garner, ela usava lentes de contato marrons em sua audição, a fim de incorporar ainda mais a personagem; ela disse que tropeçou e caiu ao entrar na sala de audições na frente do diretor Scorsese e de DiCaprio. "Achei que tivesse perdido o emprego", ela lembrou, "mas acho que foi aquele momento que fez tudo funcionar [porque] a personagem era alguém que estava tentando ser muito mais velha do que era". No ano seguinte, ela apareceu na comédia O Homem da Casa, e no drama adolescente Impulsividade (2005), ao lado de Lou Taylor Pucci e Vince Vaughn. Teve papéis coadjuvantes nos filmes independentes London (2005) e Dreamland (2006), o último dos quais lhe rendeu o prêmio de melhor atriz no Festival de Cinema Independente do Method Fest, compartilhado com Agnes Bruckner.
Em dezembro de 2005, Garner estrelou a produção da off-Broadway Dog Sees God: Confessions of a Teenage Blockhead, co-estrelando com America Ferrara, Eddie Kaye Thomas e Ari Graynor, entre outros. Mais tarde, apareceu em dois videoclipes do Green Day, Jesus of Suburbia (com Lou Taylor Pucci) e o inédito Whatsername.
Em 2007, Garner apareceu em um papel na aclamada comédia dramática A Garota Ideal como a colega de trabalho e par romântico de Ryan Gosling. Em 2008, ela apareceu novamente no teatro na peça The Seagull, de Anton Chekhov, contracenando com Dianne Wiest, como Nina. Ben Brantley do The New York Times, embora crítico de alguns elementos da produção, elogiou o desempenho de Garner entre seus colegas de elenco mais jovens. Ela teve um papel menor na comédia Aconteceu em Woodstock (2009), e no filme da Disney G-Force(2009), e conseguiu um papel coadjuvante em Amor à Distância (2010), ao lado de Drew Barrymore. Entre 2011 e 2012, ela fez parte do elenco principal da série de época Pan Am, ao lado de Christina Ricci.
O papel seguinte de Garner foi no filme de terror Amaldiçoado (2014) de Alexandre Aja, com Daniel Radcliffe, e desempenhou o papel-título na minissérie The Secret Life of Marilyn Monroe, contracenando com Susan Sarandon como sua mãe. Ela também apareceu no filme One More Time (2015) com Christopher Walken e Amber Heard. Entre 2014 e 2015, ela participou como atriz convidada na série Looking, interpretando a irmã do personagem principal, Patrick Murray. Em 2019, Garner teve um papel coadjuvante no filme de ação Godzilla: King of the Monsters, e também estrelou como protagonista ao lado de Jennifer Carpenter e Morris Chestnut na série The Enemy Within.

## Filmografia

### Cinema
| Ano  | Título                            | Papel                           | Diretor(a)             | Notas                               | Ref.   |
| ---- | --------------------------------- | ------------------------------- | ---------------------- | ----------------------------------- | ------ |
| 2000 | Architecture of Reassurance       | Heather                         | Mike Mills             | Curta-metragem                      |        |
| 2000 | Time Share                        | Kelly, a garota na praia        | Sharon von Wietersheim | Telefilme                           | [ 12 ] |
| 2001 | Bully                             | Heather Swallers                | Larry Clark            |                                     | [ 13 ] |
| 2002 | Love Liza                         | Huffer Girl                     | Todd Louiso            |                                     |        |
| 2002 | Hometown Legend                   | Josie                           | James Anderson         |                                     | [ 12 ] |
| 2002 | Related                           |                                 | Joanie Wread           | Curta-metragem                      |        |
| 2002 | Outside                           | a garota                        | Jeff Mahler            |                                     |        |
| 2004 | The Aviator                       | Faith Domergue                  | Martin Scorsese        |                                     | [ 13 ] |
| 2005 | The Toast                         | Bride                           | Kevin McDermott        |                                     |        |
| 2005 | The Youth in Us                   | Alicia                          | Joshua Leonard         | Curta-metragem                      |        |
| 2005 | Thumbsucker                       | Rebecca                         | Mike Mills             |                                     | [ 13 ] |
| 2005 | Man of the House                  | Barbara "Barb" Thompson         | Stephen Herek          |                                     | [ 13 ] |
| 2005 | London                            | Maya                            | Hunter Richards        |                                     | [ 13 ] |
| 2005 | Piggy Banks                       | Archer                          | Morgan J. Freeman      | Também conhecido como: Born Killers | [ 12 ] |
| 2006 | Dreamland                         | Calista                         | Jason Matzner          |                                     | [ 14 ] |
| 2006 | Return to Rajapur                 | Samantha Hartley/Samantha Doyle | Nanda Anand            |                                     | [ 12 ] |
| 2007 | Normal Adolescent Behavior        | Billie                          | Beth Schacter          |                                     | [ 13 ] |
| 2007 | Lars and the Real Girl            | Margo                           | Craig Gillespie        |                                     | [ 13 ] |
| 2008 | Red Velvet                        | Linda                           | Bruce Dickson          |                                     |        |
| 2009 | Taking Woodstock                  | VW girl                         | Ang Lee                |                                     | [ 13 ] |
| 2009 | G-Force                           | Marcie                          | Hoyt Yeatman           |                                     | [ 13 ] |
| 2010 | Going the Distance                | Brianna                         | Nanette Burstein       |                                     | [ 13 ] |
| 2011 | The Lie                           | Brianna                         | Joshua Leonard         |                                     | [ 13 ] |
| 2012 | Neighbors                         | Maggie Jerritt                  | Rachel Goldberg        | Curta-metragem                      |        |
| 2013 | Two Wrongs                        | Jenny                           | David Katzenberg       | Telefilme                           |        |
| 2014 | Horns                             | Glenna Shepherd                 | Alexandre Aja          |                                     | [ 13 ] |
| 2015 | Americana                         | Kate                            | Zachary Shedd          |                                     | [ 12 ] |
| 2015 | One More Time                     | Corinne                         | Robert Edwards         |                                     |        |
| 2015 | The Secret Life of Marilyn Monroe | Marilyn Monroe                  | Laurie Collyer         | Telefilme                           | [ 13 ] |
| 2019 | Godzilla: King of the Monsters    | USS Argo Officer Cross          | Michael Dougherty      |                                     |        |

### Televisão
| Ano       | Título                            | Papel                    | Notas                    | Ref.   |
| --------- | --------------------------------- | ------------------------ | ------------------------ | ------ |
| 2001      | Buffy the Vampire Slayer          | Kirstie                  | Episódio: "The Body"     |        |
| 2001–2002 | Grounded for Life                 | Tracey                   | 2 episódios              | [ 13 ] |
| 2002      | Da Möb                            | Melanie Spores (voz)     | Episódio: "Lo Fidelity"  |        |
| 2003      | Regular Joe                       | Nikki                    | Episódio: "Boobysitting" | [ 13 ] |
| 2004      | Law & Order: Special Victims Unit | Brittany O'Malley        | Episódio: "Mean"         | [ 13 ] |
| 2009      | American Dad!                     | Waitress (voz)           | Episódio: "Stan Time"    |        |
| 2010      | My Generation                     | Dawn Barbuso             | 8 episódios              | [ 13 ] |
| 2011–2012 | Pan Am                            | Catherine "Kate" Cameron | 14 episódios             | [ 13 ] |
| 2014–2015 | Looking                           | Megan Murray             | 2 episódios              | [ 13 ] |
| 2019      | The Enemy Within                  | Kate Ryan                | 15 episódios             | [ 13 ] |

### Videoclipes
| Ano  | Título                         | Papel       | Artista         |
| ---- | ------------------------------ | ----------- | --------------- |
| 2001 | "Provider"                     | Girlfriend  | N.E.R.D.        |
| 2005 | "Jesus of Suburbia"            | Whatsername | Green Day       |
| 2019 | "I Don't Want To Be Your Love" | Whatsername | Joseph Shabason |